# José Luis García de Arboleya
José Luis García de Arboleya y Tornero (Roquetas de Mar, Almería, 1943) es un político español perteneciente al PSOE que fue consejero de Salud de la Junta de Andalucía entre 1992 y 2000.
José Luis García de Arboleya y Tornero está licenciado en Medicina y Cirugía y es especialista en Alergología.
Fue subdirector médico del Hospital Regional de Málaga (1983-1984) y ha sido gerente del hospital La Axarquía (1984-1986), del Hospital Clínico de Granada (1986-1990) y del Servicio Andaluz de Salud (1990-1992). Ese mismo año, Manuel Chaves lo nombró consejero de Salud ya que su antecesor en el cargo (José Antonio Griñán Martínez) fue nombrado ministro de Sanidad, ocupando el cargo hasta el año 2000. Fue diputado andaluz entre 1994 y 2000 por la provincia de Almería